# Ilex longipetiolata
Ilex longipetiolata är en järneksväxtart som beskrevs av Ludwig Eduard Loesener. Ilex longipetiolata ingår i släktet järnekar, och familjen järneksväxter. Inga underarter finns listade i Catalogue of Life.